# Victor Turpin
Victor Manuel Turpin (ur. 14 marca 1982) − amerykańsko-kolumbijski aktor filmowy i telewizyjny, wokalista.

## Życiorys
Pochodzi z Kolumbii, lecz wyemigrował do Stanów Zjednoczonych. Wywodzi się z rodziny o artystycznych inklinacjach, jego siostra jest wokalistką. Ojciec Turpina w przeszłości był zawodowym bejsbolistą, a następnie został dziennikarzem sportowym. Mieszkając w Medellínie jeszcze jako nastolatek, śpiewał w chórkach i był członkiem zespołu muzycznego, wykonującego covery. Ma za sobą studia na wydziale reklamy.
Wcielał się w postać Roberto Gonzaleza w kolumbijskiej telenoweli La bella Ceci y el imprudente (2009), a następnie otrzymał angaż do produkcji Telemundo Pustynna miłość (El Clon, 2010). Po przeprowadzce do Kalifornii zaczął pojawiać się na małym ekranie, zagrał też w krótkim metrażu Fly by Knight (2011) jako Francisco Wells. Zauważono go w sitcomie Szczęśliwi rozwodnicy (Happily Divorced, 2012), gdzie imponował półnagim ciałem, i wkrótce potem grał Santiago w serialu komediowym See Dad Run (2013−2014). Wystąpił w wielu spotach telewizyjnych, grywał w popularnych serialach. W absurdalnej komedii Killing Hasselhoff (2017) grał Sebastiana, muskularnego modela bielizny, a na ekranie towarzyszył Rhysowi Darby'emu. W 2018 roku pojawiał się u boku Jennifer Lopez w serialu kryminalnym Uwikłana (Shades of Blue), a gościnnie można było go obejrzeć też w Willu & Grace na antenie NBC (gdzie wcielił się w homoseksualnego kucharza). Rok 2019 wiązał się dla Turpina z szeregiem występów filmowych. Filmografię aktora zasiliły takie pozycje, jak komedia Netfliksa Zabójczy rejs (Murder Mystery), horror Ma z udziałem Octavii Spencer czy dreszczowiec Grahama Denmana Greenlight.
Jako wokalista współpracował między innymi z Tobym Sandovalem, Edgarem Cortazarem oraz Kevinem DeClue. W 2017 roku wydał singel „Done with the Show”. Wcześniej ukazał się album TODO (2009), zawierający piosenki autorstwa samego Turpina.
Ma 183 cm wzrostu, znany jest z bardzo muskularnej budowy ciała. Pracował jako model. Od 2007 roku zamieszkuje Los Angeles.
Jest gejem. Był związany z walijskim aktorem Lukiem Evansem.

## Filmografia
Informacje za IMDb:
- 2011: Fly by Knight jako Francisco Wells
- 2012: Throughout the Night jako David
- 2013: Morning Calm jako Gabriel
- 2015: The Emissary jako Marco
- 2015: A Beautiful Now jako Ricardo
- 2017: Killing Hasselhoff jako Sebastian
- 2017: BNB Hell jako Sam
- 2018: Je suis un prix cinématographique
- 2019: Zabójczy rejs (Murder Mystery) jako Lorenzo
- 2019: Ma jako Pietro Kramer
- 2019: Greenlight jako Damien
- 2021: Panama jako Brooklyn Rivera
- 2022: Chip 'n' Dale: Rescue Rangers jako Dave
- 2022: An Accidental Fire: jako oficer Dennis Chandler

Seriale telewizyjne i internetowe
- 2009: La bella Ceci y el imprudente jako Roberto Gonzalez
- 2009−2010: Tu voz estéreo jako Gonzalo / Francisco Arellana / Carlos / Alexander / Ramon / Felipe Arcadia
- 2010: Pustynna miłość (El Clon) jako Victor
- 2010−2019: Dni naszego życia (Days of Our Lives) jako Diego/Luca
- 2011: MID: Murder Investigation Unit jako Esteban Bolanos
- 2012: Szczęśliwi rozwodnicy (Happily Divorced) jako Enrico
- 2013−2014: See Dad Run jako Santiago
- 2015: Bella i Buldogi (Bella and the Bulldogs) jako Juan/Fernando
- 2015−2016: Rom.Com jako Chip
- 2016: Elena z Avaloru (Elena of Avalor) jako kapitan Rivas
- 2016: Then What Happened? jako Carlos Fernandez
- 2017: Jump the Wall (różne role)
- 2018: Will i Grace (Will & Grace) jako Elias
- 2018: Noches con Platanito
- 2018: Uwikłana (Shades of Blue) jako Enrique
- 2018−2019: EOP Comedy Show (różne role)
- 2019: Nie ma mowy (Speechless) jako Javier
- 2021: La Red jako on sam

Gry komputerowe
- 2008: Igor jako Jasper
- 2016: Call of Duty: Modern Warfare Remastered jako żołnierz/model komandosa na okładce gry[21]
- 2018: Just Cause 4 jako Rey Hormigon